# Aquilegia flabellata
Aquilegia flabellata ist eine Pflanzenart aus der Familie der Hahnenfußgewächse (Ranunculaceae).

## Beschreibung
Aquilegia flabellata ist eine ausdauernde, krautige Pflanze, die Wuchshöhen von 10 bis 40, selten bis 60 Zentimeter erreicht. Je Blütenstängel sind ein bis drei Blüten vorhanden. Die Blütenstiele sind drüsig behaart. Die Blüten sind nickend. Die Blütenhüllblätter sind blaupurpurn bis lila und messen 20 bis 30 × 15 bis 20 Millimeter. Die Platte ist 13 bis 16 Millimeter lang und blau oder violett mit hellgelber Spitze. Der Sporn misst 8 bis 20 × 4 bis 5 Millimeter Durchmesser am Grund und ist blau. Die Staubblätter sind kürzer als die Platte. Die Staubbeutel sind dunkel.
Die Blütezeit reicht von Juni bis Juli.
Die Chromosomenzahl beträgt 2n = 14.

## Vorkommen
Aquilegia flabellata kommt auf Sachalin, den Kurilen und in Nord-Japan vor. Die Art wächst in Bergwäldern.

## Nutzung
Aquilegia flabellata wird selten als Zierpflanze für Steingärten, Staudenbeete und Gehölzgruppen genutzt. Sie ist seit 1887 in Kultur.

## Belege
- Eckehart J. Jäger, Friedrich Ebel, Peter Hanelt, Gerd K. Müller (Hrsg.): Rothmaler - Exkursionsflora von Deutschland. Band 5: Krautige Zier- und Nutzpflanzen. Spektrum Akademischer Verlag, Berlin Heidelberg 2008, ISBN 978-3-8274-0918-8, S. 122.